# 申沃SWB6127
申沃SWB6127（SUNWIN SWB6127）是中國大陸汽车企业申沃客車所生產的一款低底盤公車，本車款另有電動車車型。申沃客車為上海汽车集团与瑞典富豪集團的合资企业。

## 臺灣規格
- 柴油車
  - 引擎：Cummins ISB6.7E5285B
  - 馬力：285hp
  - 排氣量：6,692.4c.c.
  - 變速箱：ZF Ecolife 6AP1200B六速自排

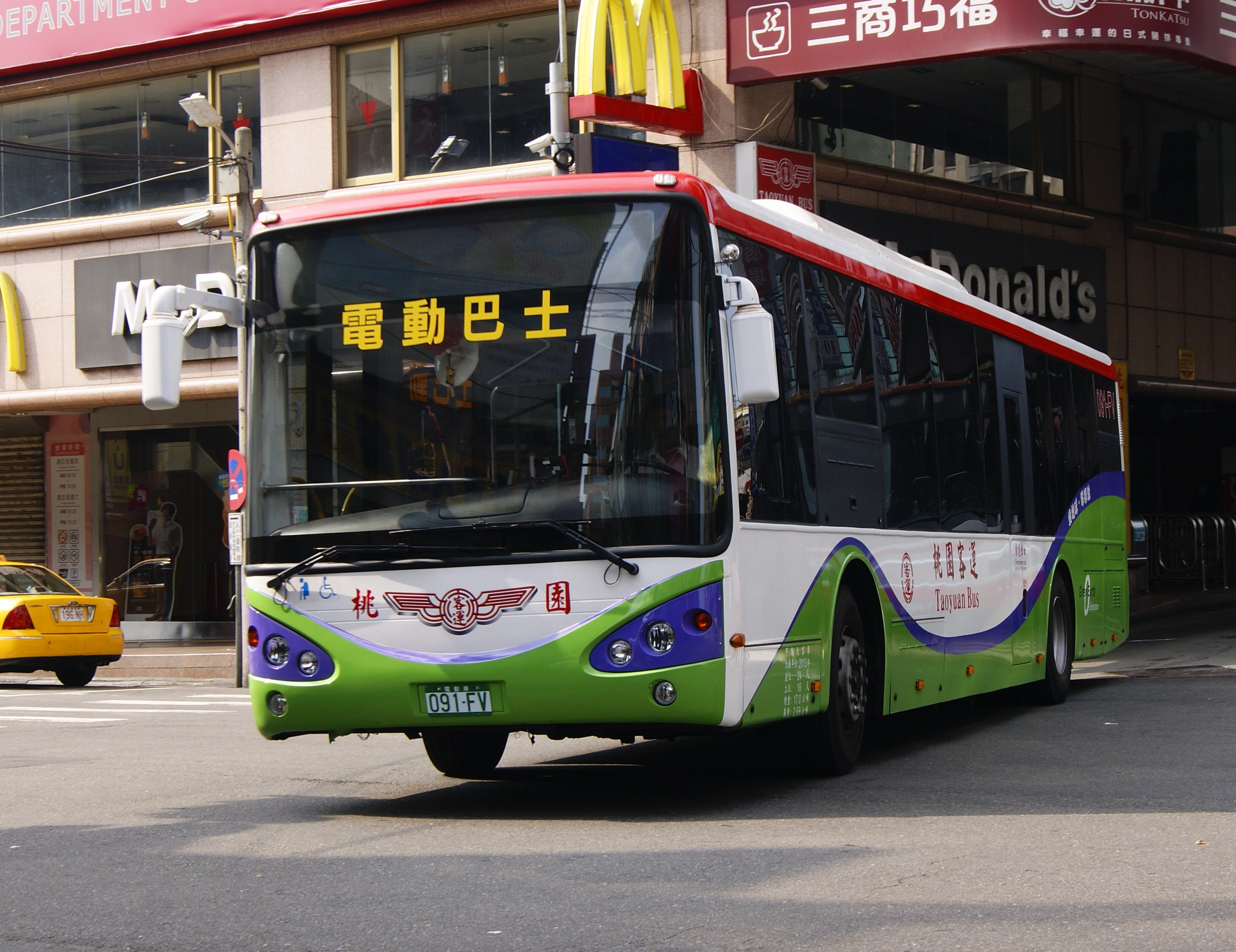
桃園客運電動低地板公車，本車已淘汰

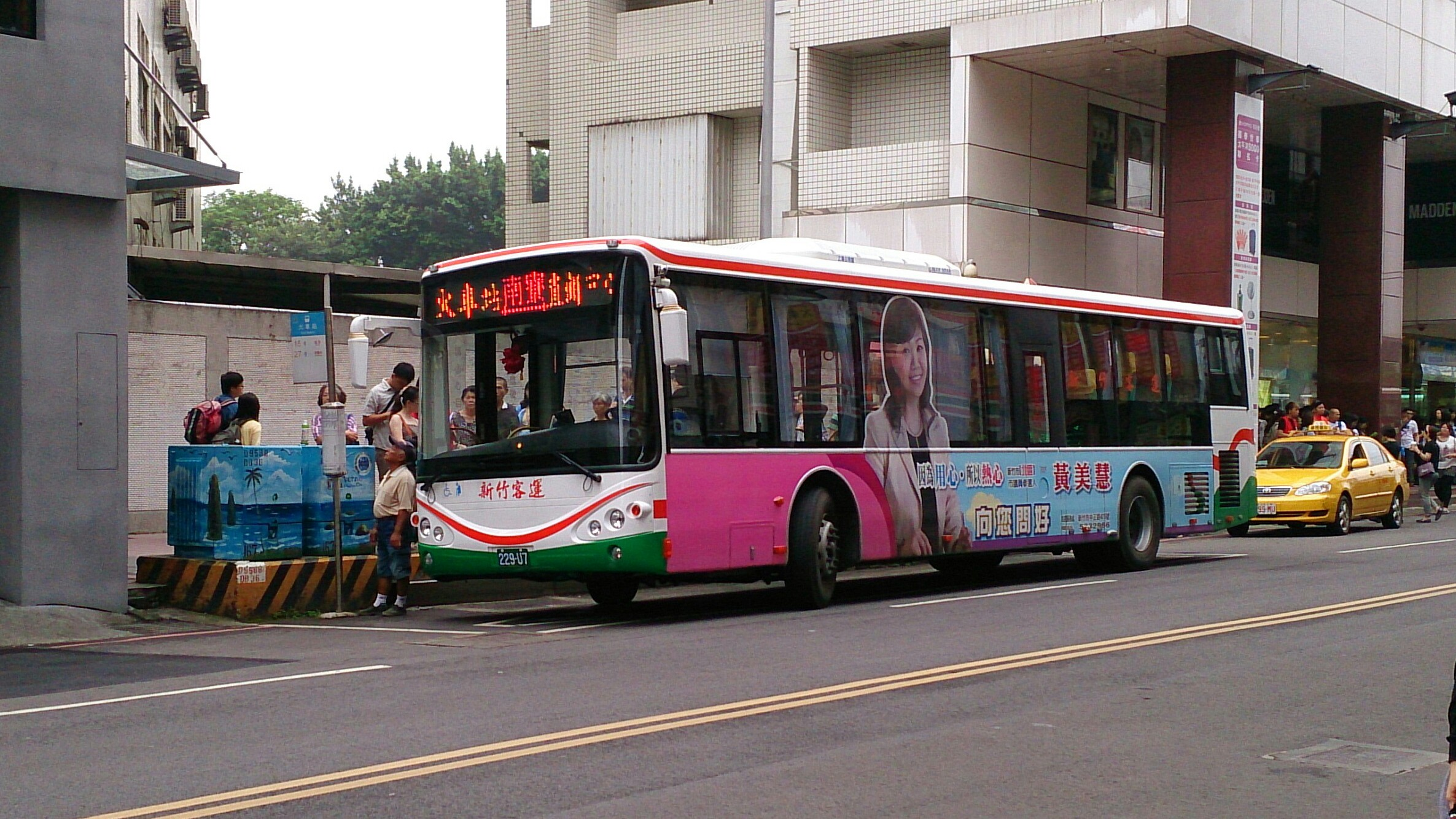
新竹客運的低地板公車，本車已轉賣至亦捷科際

  - 輪軸型式：
    - 前軸：
    - 後軸：

  - 車長：12,000mm
  - 軸距：6,000mm

- 電動車
  - 馬達：南車株洲電力機車、富田電機
  - 變速箱：ZF自排
  - 輪軸型式：
    - 前軸：
    - 後軸：

  - 車長：
  - 軸距：

## 出口

### 臺灣
在2013年由唐榮車輛科技引進，目前營運地區為桃園、新竹、臺中、雲林、嘉義、臺南及高雄，業者為桃園客運、亦捷科際、臺西客運、嘉義客運、日統客運（已退役）、豐原客運、四方電巴、府城客運、興南客運及高雄客運，其中在桃園營運的是電動車車型，台中電動車型有10輛。

## 外部連結
- 申沃客車 （页面存档备份，存于）
- 唐榮鐵工廠 （页面存档备份，存于）